# Los exitosos Pérez
Los Exitosos Pérez é uma telenovela mexicana produzida por José Alberto Castro para a Televisa e exibida pelo Canal de Las Estrellas entre 31 de agosto de 2009 e 30 de abril de 2010, substituindo Alma de hierro, sendo a última telenovela exibida na faixa das 22h, que só voltaria a ser utilizada em 2016, com a exibição de Yago. 
É uma adaptação da novela argentina Los exitosos Pells, produzida em 2008.
É protagonizada por Ludwika Paleta e Jaime Camil, com participações antagônicas de Verónica Castro, Rogelio Guerra, Paty Díaz e Marco Méndez.

## Sinopse
Martín Pérez, um gay arrogante e manipulador, é o âncora de notícias mais famoso do país. Ele trabalhou vários anos no canal de Global News, e seu trabalho no site, o que lhe permitiu alcançar o reconhecimento público de que é alvo. Marcela Santos, proprietária da MS News, a principal concorrente da Global News, sabe que logo vai terminar o seu contrato com o canal, secretamente faz uma oferta de trabalho depois de algumas negociações Perez está decidido a aceitar. 
Martin diz que deixará o seu trabalho ao proprietário da Global News, Franco Arana, que desespero de tal confissão se envolve em uma disputa acirrada com o jornalista. Em um momento de raiva, Franco empurra Martin, que cai para trás depois de bater a cabeça e ficou inconsciente. Assustado e preocupado, acreditando que matou o homem mais famoso do país, deixando a conta da situação à sua mão direita, e Amanda sai do canal.
Coincidentemente, durante o transporte para sua casa, seu carro corre a cargo Franco, Gonzalo Gonzalez, um ator e professor de teatro fisicamente muito parecido com Martin, que seria subornado para troca de lugar por uma grande soma de dinheiro. Gonzalo aceita, pressionado por uma segunda hipoteca, e depois de assinar um contrato que nem ele nem seu empresário havia lido, ele começa a substituir Perez.
Gonzalo, com sua nova vida como Martin descobre que o Joneses são um casal em frente das câmeras e diante do público, mas em privado, são ignoradas e malvados. Martin é gay e seu parceiro é Tomas Arana filho do proprietário do canal, enquanto a Sol está tendo um affair com Diego, um acionista da Global News. Com o tempo, Gonzalo se apaixona por Sol e tenta se aproximar dela, mas é rejeitada por acreditar que não gostasse de mulheres, porque ele próprio confessou depois que começam a manter um relacionamento romântico por conveniencia somente para se deslocar dentro do canal. Mas ele não sente nenhuma atração por homens, e Sol irá chamar a atenção tanto quanto as mudanças a sua relação com o tempo, estar mais perto dela do que Thomas.

## Elenco
| Ator             | Personagem                        |
| ---------------- | --------------------------------- |
| Ludwika Paleta   | Soledad (Sol) Duarte de Pérez     |
| Jaime Camil      | Martín Pérez/Gonzalo Pérez        |
| José Ron         | Tomás Arana                       |
| Rogelio Guerra   | Franco Arana                      |
| Verónica Castro  | Roberta Santos                    |
| Marco Méndez     | Diego Planes                      |
| Paty Díaz        | Amanda Oliveira                   |
| Pablo Valentín   | Sergio                            |
| Mauricio Mejía   | Agustin                           |
| Dalilah Polanco  | Daniela                           |
| África Zavala    | Liliana "Lily" Cortez             |
| Ana Martín       | Renata Manzilla de la Cruz "Rosa" |
| Susana González  | Alexandra "Alex" Rinaldi          |
| Victor Laplace   | Alfonso Duarte                    |
| Santiago Ríos    | Paulo Werneck                     |
| Gisela Van Lacke | Lola                              |
| Gastón Ricaud    | Joséfo                            |
| Tomy Dunster     | Gonzalo Amor                      |
| Iván Espeche     | Ricardo                           |
| David Chocarro   | Nacho                             |
| Santiago Ríos    | Álvaro Chávez                     |
| Enrique Fosse    | Hector                            |
| Mike Amigorena   | Adrián Bravo                      |
| Macaria          | Rebeca Ramos Villaseñor           |